# Poznańska miłość
Poznańska miłość – piosenka z tekstem i muzyką Grzegorza Tomczaka, wykonywana przez Kwartet ProForma.
Utwór w humorystyczny sposób przedstawia krótkie, najczęściej nieszczęśliwe, historie miłosne poznańskich par w różnym wieku. Wymienione są w tekście: Okrąglak, Jeżyce i Park Sołacki, będące scenami miłosnych wydarzeń. Piosenka znalazła się w albumie Miłość to za mało.